# Newry City
Newry City F.C. war ein nordirischer Fußballverein, der lange in der IFA Premiership spielte. Der 1923 gegründete Verein stammte aus Newry und spielte seine Heimspiele in den Showgrounds aus. Die Vereinsfarben waren blau und weiß.

## Geschichte
Anfänglich hieß der Klub Newry Town, doch wurde er im Jahr 2004 in Newry City umbenannt, als die Stadt Newry bereits 2 Jahre Stadtrechte besaß.
Die erfolgreichste Zeit für den Verein waren die späten 1990er Jahre. Nachdem sie die First Division in der Saison 1997/98 gewannen und in der Premier Division Vierter wurden, qualifizierten sie sich für den Intertoto-Cup. In diesem Intertoto-Cup, welcher der erste Auftritt des Vereins auf europäischer Bühne war, spielte Newry City gegen den  kroatischen Verein Hrvatski Dragovoljac und verlor mit 1:0. Doch im Rückspiel gelang den Nordiren ein 2:0-Sieg und damit den Einzug in die zweite Runde. Dort traf Newry City auf den deutschen Bundesligisten MSV Duisburg, aber verloren jedoch mit einem 2:0. Im Rückspiel gewannen sie zwar mit einem 1:0, doch das reichte nicht aus, um eine Runde weiter zu kommen.
Die Saison 2002/03 beendete die Mannschaft auf dem letzten Platz. Doch durch die Relegation konnten sie sich noch gegen den Bangor FC den Klassenerhalt sichern.
In der Saison 2010/11 stieg Newry als Letzter in die zweite Liga ab. Ein Jahr später erreichte man als Zweiter die Relegationsspiele zur IFA Premiership, unterlag dort jedoch Lisburn Distillery mit 0:0 und 2:3.
Der Verein wurde 2012 aufgelöst. Kurze Zeit später gründete sich in Newry mit dem Newry City AFC ein neuer Verein.

## Erfolge

### Hochrangige Erfolge
- IFA Premiership: 1997/1998
- County Antim Shield: 1987/1988
- Mid-Ulster-Cup: 1936/1937, 1978/1979, 1984/1985, 1986/1987, 1989/1990, 1999/2000, 2006/2007

### Mittelrangige Erfolge
- IFA Championship: 1959/1960, 1980/1981
- Irish Intermediate Cup: 1958/1959, 1966/1967, 1980/1981
- Mid-Ulster Cup: 1956/1957, 1963/1964, 1966/1967, 1968/1969, 1974/1975, 1977/1978
- Bob Radcliffe Cup: 1978/1979, 1984/1985

## Europapokalbilanz
| Saison | Wettbewerb         | Runde    | Gegner                  | Gesamt | Hin     | Rück    |
| ------ | ------------------ | -------- | ----------------------- | ------ | ------- | ------- |
| 1999   | UEFA Intertoto Cup | 1. Runde | NK Hrvatski dragovoljac | 2:1    | 0:1 (A) | 2:0 (H) |
| 1999   | UEFA Intertoto Cup | 2. Runde | MSV Duisburg            | 1:2    | 0:2 (A) | 1:0 (H) |

Gesamtbilanz: 4 Spiele, 2 Siege, 2 Niederlagen, 3:3 Tore (Tordifferenz ±0)